# Joan Blaeu
Joan Blaeu anche Johannes Blaeu (Alkmaar, 23 settembre 1596 – Amsterdam, 28 maggio 1673) è stato un cartografo e editore olandese.

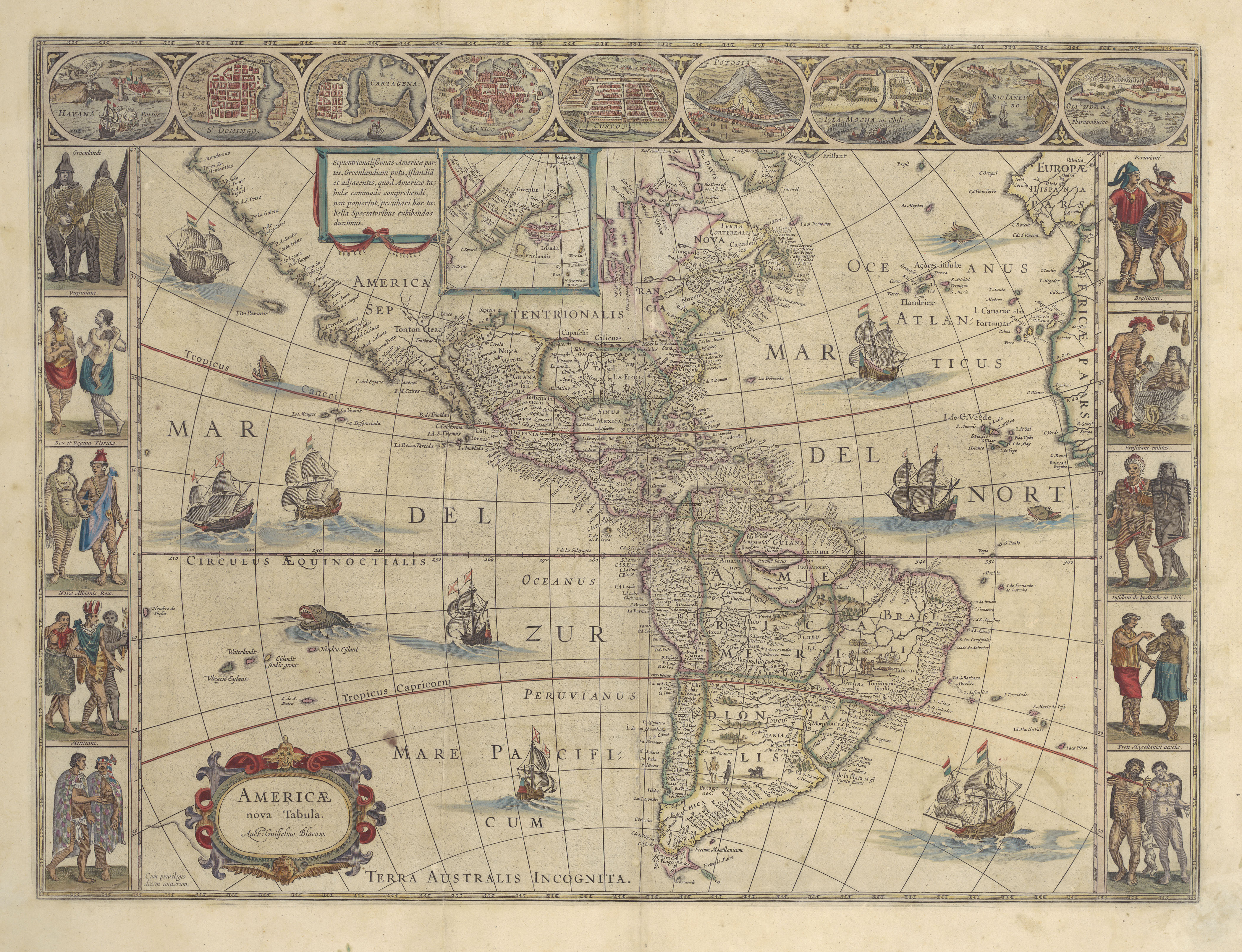
Americae Nova Tabula, 1614

Era il figlio maggiore del cartografo ed editore Willem Jansz Blaeu (1571-1638) e di Maria Cornelis van Uitgeest (morta nel 1637) e fratello di Cornelis Blaeu. Vi sono poche tracce documentali dei minimo sette figli della coppia.
 Joan nacque con ogni probabilità ad Alkmaar: nell'Album Studiosorum dell'Università di Leida è infatti citato come Alcmarianus e registrata l'età di 17 anni nel 1616. In un atto notarile del 9 marzo 1653 viene dichiarata l'età di 55 anni. La data di nascita del 23 settembre del 1596, che origina da un testo dello storico Johan Engelbert Elias, appare quindi improbabile.
Studiò giurisprudenza all'Università di Leida, concludendo gli studi intorno al 1620.
Intorno al 1630 si unì all'attività paterna continuandone l'opera, a partire dal 1638 si unì anche il fratello Cornelis. Nel 1635 iniziò la pubblicazione dei primi due volumi dell'Atlas Novus (titolo completo: Theatrum orbis terrarum, sive, Atlas novus).
Nel 1634 sposò ad Amsterdam Geertuij Pieters Vermeulen (morta nel 1676), la coppia ebbe tre figli: Willem (1635-1701), Pieter (1637-1706) e Joan/Johannes II (1650-1712) e tre figlie.
Fu cartografo ufficiale della Compagnia olandese delle Indie orientali dal 1638 fino alla morte. Sempre nel 1638, alla morte del padre, Joan e Cornelius rilevarono l'attività paterna. Attorno al 1649 Joan Blaeu pubblicò una collezione di mappe di città olandesi, chiamandola  Tooneel der Steeden (Teatro delle Città) e nel 1651 venne eletto nel consiglio cittadino di Amsterdam di cui fece parte fino a 1672.
Nel 1654 Joan pubblicò il primo atlante della Scozia, opera di Timothy Pont. Intorno al 1660 il Theatrum Orbis Terrarum aveva raggiunto una dimensione compresa tra i 9 e 12 volumi, a seconda della lingua di pubblicazione, l'opera era pubblicata in latino, olandese, inglese, tedesco, francese e spagnolo e la sua produzione richiese l'attivazione, nel 1667, di una seconda tipografia in Gravenstraat che andò a fuoco nel febbraio del 1672.
Joan Blaeu morì l'anno seguente lasciando l'attività al figlio Joan Blaeu II.